# Tan negro como el carbón
Tan negro como el carbón (en chino: 白日焰火; en pinyin: Báirì Yànhuǒ; conocida internacionalmente como Black Coal, Thin Ice) es una película china de 2014 escrita y dirigida por Diao Yinan y producida por Vivian Qu. Protagonizada por Liao Fan, Gwei Lun-mei y Wang Xuebing, la película le valió obtener el Oso de Oro a su director en la edición número 64 del Festival Internacional de Cine de Berlín. Actualmente cuenta con una aprobación del 96% en el portal especializado en reseñas cinematográficas Rotten Tomatoes.

## Sinopsis
En la provincia de Heilongjiang en 1999, partes de un cuerpo humano desmembrado aparecen en envíos de carbón en diferentes ciudades. Se asigna al detective Zhang Zili (Liao Fan) para que investigue el extraño y brutal caso. El muerto es identificado como un trabajador del carbón llamado Liang Zhijun, según una placa de identificación que se encuentra junto a algunos de los restos. Zhang y sus compañeros (incluyendo a Wang) van a entrevistar a un potencial sospechoso y a su hermano. El sujeto mata a dos de los compañeros del detective antes de que éste le dispare. Zhang entonces recibe un disparo del hermano del sospechoso, pero logra sobrevivir a sus heridas. Wang y Zhang devuelven las cenizas de Liang a su viuda Wu (Gwei Lun-mei), una empleada de la lavandería Rong Rong. Wu entierra las cenizas en la base de un árbol en las afueras del local.
En 2004, Zhang deja la policía y se convierte en un guardia de seguridad con serios problemas con el alcohol, tras quedar traumatizado por los acontecimientos anteriores. Durante un encuentro casual con Wang, Zhang se entera de que dos asesinatos más han ocurrido por el mismo modus operandi. El hilo común es que ambos hombres habían salido con la viuda Wu y usaban patines de hielo al momento de su muerte. Zhang se siente intrigado y comienza a investigar, volviéndose cliente de la lavandería Rong Rong e intentando seguir a Wu por la noche, aunque ella lo detecta con mucha facilidad. Un día, el dueño de la lavandería (Wang Jingchun) le explica a Zhang que emplea a Wu por simpatía, pues ella no hace su trabajo correctamente. De hecho, cinco años antes, Wu había dañado una costosa chaqueta y no pudo proporcionarle una compensación, aunque unos días después el dueño de la chaqueta dejó de quejarse y simplemente desapareció. Ante todas estas extrañas circunstancias, Zhang cada vez está más convencido de la culpabilidad de Wu, pero no puede encontrar una prueba contundente para atraparla.

## Reparto
- Liao Fan es Zhang Zili
- Gwei Lun-mei es Wu Zhizhen
- Wang Xuebing es Liang Zhijun
- Wang Jingchun es Rong Rong
- Yu Ailei es el capitán Wang
- Ni Jingyang es Su Lijuan

## Recepción
La película fue exhibida en competencia en el 64.º Festival Internacional de Cine de Berlín, donde le valió el premio Oso de Oro a su director, Diao Yinan. El actor principal del largometraje, Liao Fan, fue condecorado con el Oso de Plata en la categoría de mejor actor. El filme recibió elogios de la crítica en dicho evento, aunque la reacción del público fue mixta. En total, recaudó cerca de 17 millones de dólares tras su paso por las pantallas nacionales e internacionales.
En el sitio web especializado en reseñas cinematográficas Rotten Tomatoes, la película tiene un índice de aprobación del 96% basado en 23 críticas, con un promedio de 7,82 sobre 10. En Metacritic, un sitio similar que asigna una calificación normalizada a las críticas, la película tiene un promedio ponderado de 75 sobre 100, basado en 5 críticas, lo que indica "reseñas generalmente favorables".